# Olle Hagnell
Eric Olof Hagnell, känd som Olle Hagnell, född 29 juli 1924 i Halmstad, död 1 april 2011 i Lund, var en svensk läkare och professor i psykiatri vid Lunds universitet.

## Biografi
Olle Hagnell var son till Eric Hagnell, som var redaktionschef på Halland, och Ruth Hagnell, född Persson, samt vidare bror till Birgitta Hagnell-Lindén, brorson till Axel Hagnell samt kusin till Hans Hagnell och Nils Hagnell. 
Efter studentexamen i Halmstad 1944 blev Hagnell medicine kandidat vid Lunds universitet 1948 och medicine licentiat 1954. Han tjänstgjorde vid Sankt Lars sjukhus i Lund 1952–54, var amanuens på psykiatriska kliniken på Lunds lasarett 1955–56, underläkare 1957–61 och blev biträdande överläkare på forskningsavdelningen vid Sankt Lars sjukhus 1962. Han var consultant vid Department of Anthropology and Sociology, Cornell University i New York 1964. 
År 1966 disputerade Hagnell för medicine doktorsgraden vid Lunds universitet, blev samma år docent och var 1967 gästprofessor vid Columbia University i New York. Han blev 1974 professor i psykiatri, särskilt social- och rättspsykiatri, vid Lunds universitet samt överläkare och klinikchef på Statens rättspsykiatriska klinik vid Sankt Lars sjukhus då han efterträdde Bo Gerle, och var under åren 1976–1987 ledamot av Socialstyrelsens vetenskapliga råd. 
Hagnells vetenskapliga arbete var helt knutet till Lundbystudien som är en klassisk psykiatrisk och epidemiologisk studie. Hagnell kom in i projektet 1956, blev projektledare 1967 efter Erik Essen-Möller, som startade studien 1947, och höll på ända fram till 1995. Hagnell tog emot Rema Lapouse Award 1978 för sina insatser inom den psykiatriska epidemiologin. Hagnell var verksam i Lundbystudien i cirka 50 år och trots att han var över 80 år gammal, fortsatte han i forskningsarbetet.
Hagnell var från 1951 gift med fil. kand. Gertrud Hagnell (född 1928), dotter till köpmannen Hugo Samuelsson. År 1972 adopterade de en flicka från Sydkorea, Zi-Eun Hagnell, som är gift med Jens Hagnell. Olle Hagnell begravdes i hustruns familjegrav på Norra kyrkogården, Lund.